# Goranski jezik
Goranski govor ili dijalekt je mikrojezik južnoslavenske etničke skupine Goranci.
Goranski govor sličan je makedonskome.
Goranci su smješteni na jugu Kosova uz samu tromeđu granice prema Republici Makedoniji i Republici Albaniji. Goranski mikro govor zasniva se na torlačkom narječju prizrensko južnomoravskog dijalekta uz veliki utjecaj turcizama. Goranci su muslimanske vijeroispovjesti te se često ubrajaju pod Muslimane, stoga Bošnjaci drže da su dio Bošnjačkoga nacionalnog korpusa koji se je povukao iz Bosne i Hercegovine preko Sandžaka prema jugu Kosova u vrijeme Austro-ugarskog oslobođenja BiH od Turaka.